# Mahadeviyakka
Pour les articles homonymes, voir Mahadevi (homonymie).
Mahadeviyakka appelée aussi Akka Mahadevi est une femme du XIIe siècle vivant dans l'État du Karnataka, et figure majeure du lingayatisme. Elle était vénérée dans toute l'Inde pour sa dévotion, et dans l'hindouisme pour ses écrits poétiques, les vachanas. Très tôt elle devint sannyâsa c'est-à-dire ascète consacrée à Dieu, vivant sans demeure, nue (l'iconographie indienne la représente « vêtue » de sa seule longue chevelure). Mahadeviyakka était une fervente adoratrice de Shiva et elle suivit plusieurs courants de l'époque qui vouaient leurs prières à ce dieu. Elle est née vers 1150 à Udutasi dans l'état du Karnataka. Elle a voulu aussi aider les femmes à se libérer du joug des hommes. Ses écrits sont encore publiés en anglais de nos jours sous le titre Speaking of Siva chez Penguin Books.